# The Robonic Stooges
The Robonic Stooges è una serie animata statunitense del 1978 prodotta da Hanna-Barbera, basata sul trio comico I tre marmittoni.

## Personaggi
- Giangi
- Uli
- Gerry